# Liste von Straßen in Danzig

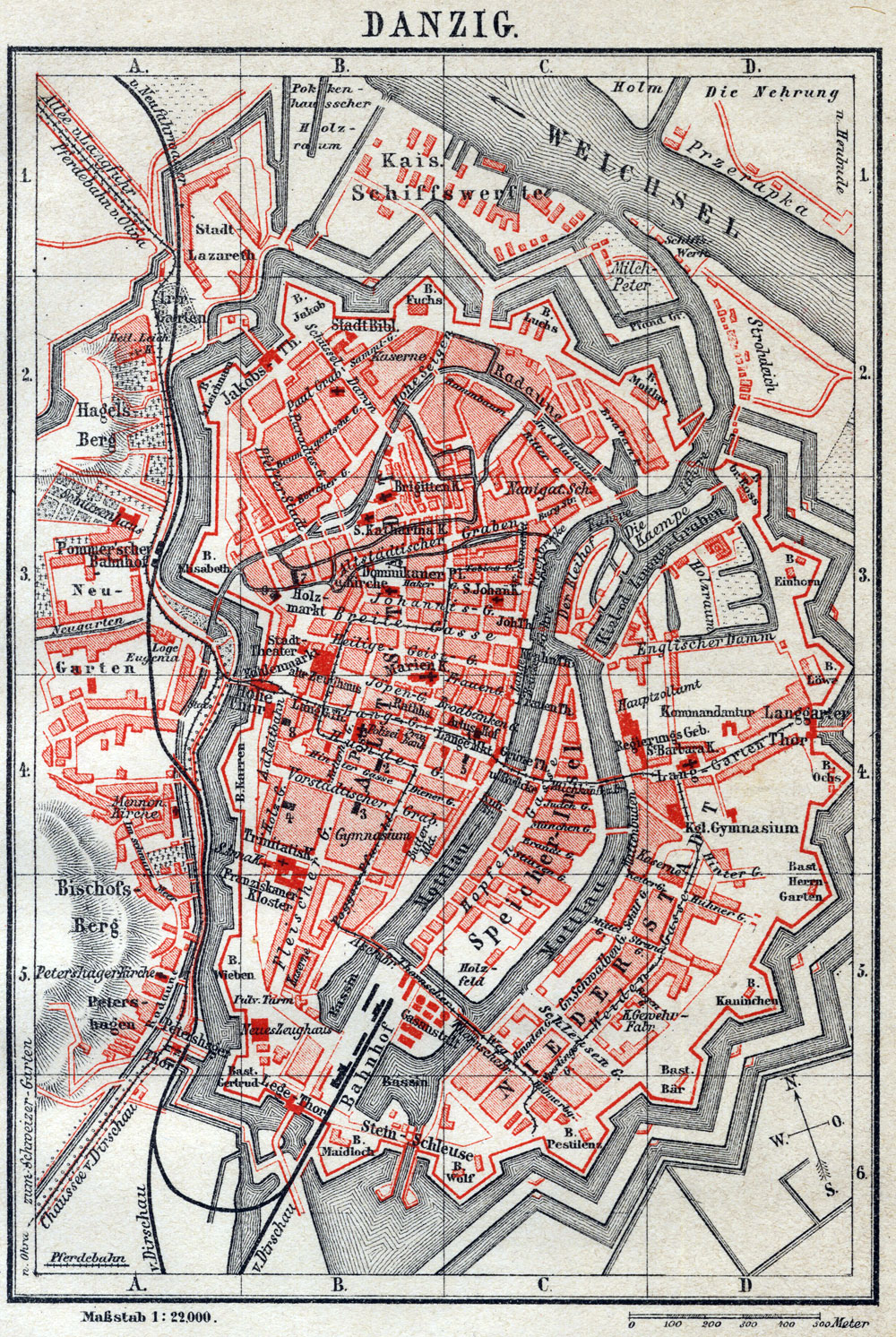
Stadtplan von 1885

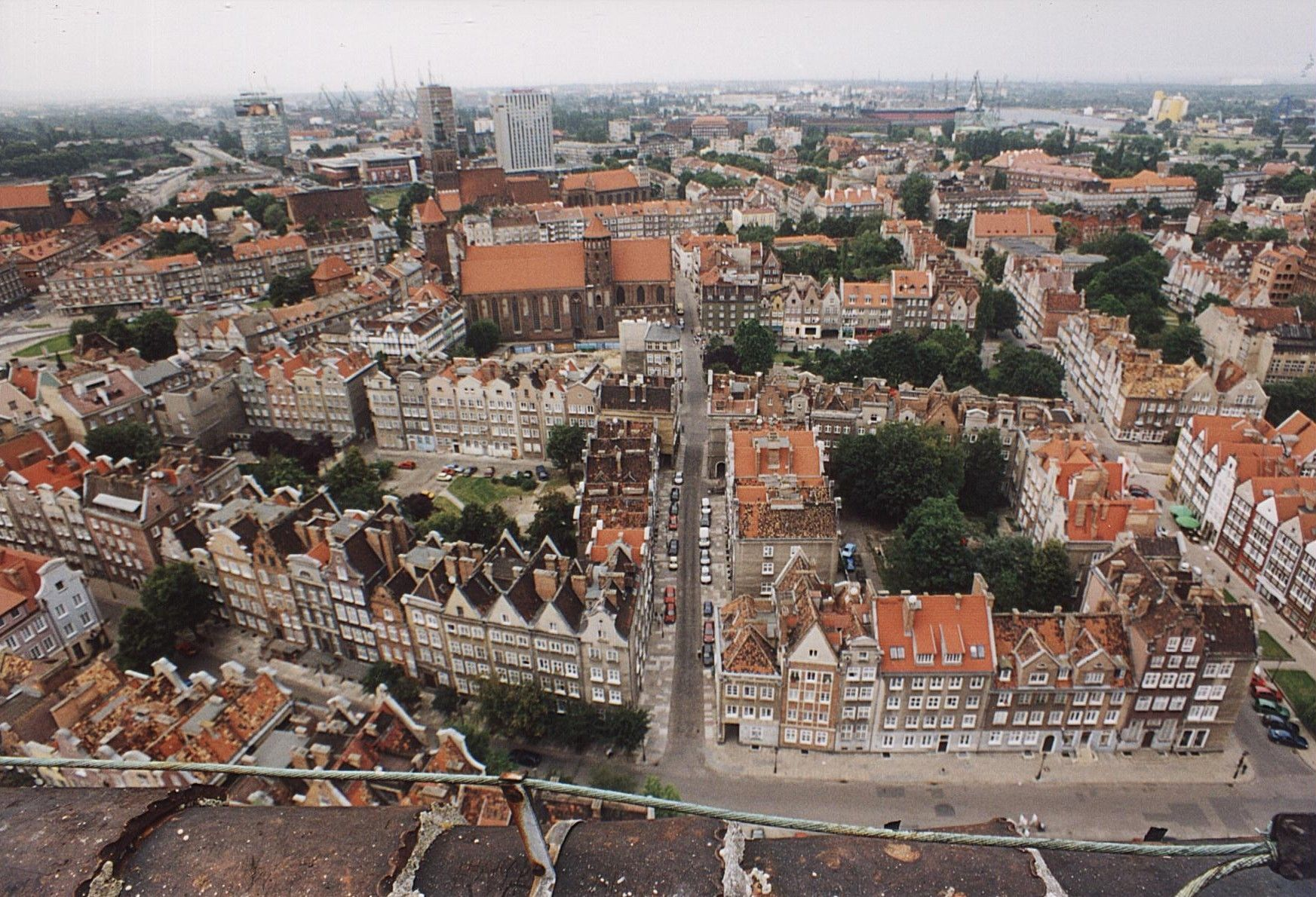
Blick vom Turm der Marienkirche

Diese Liste enthält Straßen und Plätze in Danzig in Auswahl.

## Altstadt
Die historische Altstadt befindet sich im westlichen Teil des gleichnamigen Stadtteils. Sie war weniger bedeutend als die Rechtstadt. Die wichtigste Straße war die Pfefferstadt (ul. Korzenna). Es sind alle Straßen und Plätze angegeben.
| Polnischer Name                    | Deutscher Name 1932          | Historische Erwähnungen | Bild | Anmerkungen |
| ---------------------------------- | ---------------------------- | --- | ---- | --- |
| Ulica Aksamitna                    | Sammtgasse                   | 1449 fule Graben, dann Faulgraben, 1511 Czaminetgasse |      | |
| Ulica Bastion św. Elżbiety         |                              | |      | Neubenennung 1990, nach Bastion Elisabeth von 1563 |
| Ulica Bednarska                    | Böttchergasse                | 1436 Bodelgasse, 1462 Neue Gasse, seit 16. Jahrhundert Böttigergasse                                                                                            |      | geht von der ul. Korzenna zur ul. Bartłomieja |
| Ulica Bielańska                    | Weißmönchen Kirchengasse     | (1366?) 1386 twergasse by dem rothuse, 1495 St. Jörgengasse, 1511 kegen den weissen Mönchen, 1523 Verlorene Gasse, 18. Jahrhundert Mönchengasse, seit 1814      |      | benannt nach Karmeliterkloster, vorher St. Georgenhospital                                                                                             |
| Ulica Brygidki                     | Nonnenhof                    | 1394 der hof der armen bussenden weiber |      | nach Brigittenkloster |
| Ulica Elżbietańska                 | St. Elisabeth-Kirchengasse   | 1355 weg, da man zu St. Georgen geht, 1393 gasse bey St. Georgen, 1443 Sente Elsbethgasse, danach St. Elisabeth-Kirchengasse                                    |      | nach St. Elisabethkirche |
| Ulica Garncarska                   | Töpfergasse                  | 1581 |      | ursprünglich zur Elisabethgasse |
| Ulica Gnilna                       | Faulgraben                   | 1449 der fule graben |      | |
| Skwer księdza Henryka Jankowskiego | ohne                         | 2011 skwer Gyddanyzc |      | seit 2019 neuer Name nach Priester, Platz zwischen ul. Stolarską und ul. Mniszki                                                                       |
| Ulica Jana Heweliusza              | Baumgartsche Gasse           | um 1400 bomgartische Gasse |      | benannt nach dem Astronomen Johannes Hevelius |
| Ulica Hucisko                      | Silberhütte                  | 1489 |      | nach ehemaliger Silberhütte an der Radaune, die 1805 geschlossen wurde                                                                                 |
| Ulica Igielnicka                   | Nätlergasse                  | 1495 noldenergasse, 1565 Nadlergasse |      | benannt nach Handwerkern (Nadler) |
| Ulica Karmelicka                   | Karmelitergasse              | 1900 |      | auf abgebrochenen Wällen, nach Karmeliterkloster |
| Ulica Katarzynki                   | An der Katharinenkirche      | 1271 terra unde sancte Katherine, 1624 kirchhof, später St. Katharinenkirchhof, 1945 plac św. Katarzyny                                                         |      | an der Katharinenkirche |
| Ulica Korzenna                     | Pfefferstadt                 | 1399 Pfeffergasse, 1404 pfefferstett |      | benannt nach Gewürzhändlern, mit Altstädtischem Rathaus, ehemals wichtigste Straße der Altstadt                                                        |
| Ulica Kowalska                     | Schmiedegasse                | 1495 Smedegasse |      | benannt nach Schmieden |
| Ulica Lisia Grobla                 | Fuchswall                    | 1915 |      | an ehemaliger Bastion Fuchs von 1628 |
| Ulica Łagiewniki                   | Schüsseldamm                 | 1402 nue gasse, 1415 nuwer tam (jenseits der Radaune), seit 1511 Schüsseldamm                                                                                   |      | alter Damm nach Norden |
| ohne Namen [Ulica Małe Mniszki]    | Kleine Nonnengasse           | 1515 Provenergasse, seit 1608 [Kleine Nonnengasse], 1946 Ulica Małe Mniszki                                                                                     |      | zwischen ul. św. Katarzyny und Brigittenkirche, jetzt Parkareal, erste Bezeichnung nach Provenern, Klosternovizen, dann nach Brigittennonnen           |
| Ulica Młyńska                      | Mühlengasse                  | 1456 platea molendini |      | nach Großer Mühle |
| Ulica Mniszki                      | Große Nonnengasse            | 1495 Dy Growen Nonnengasse |      | nach Brigittennonnen (graue Nonnen) |
| Ulica Na Piaskach                  | Am Sande                     | seit 1624 |      | Straßenabschnitt von ul. Garncarska zur ul. Kowalska                                                                                                   |
| Ulica Na Piaskach                  | Halbengasse                  | seit 1495 |      | Straßenabschnitt zwischen ul. Kowalska und ul. Młyńska, ursprüngliche Bedeutung von halbe Gasse                                                        |
| Ulica Podbielańska                 | Weißmönchen Hintergasse      | 1480 Verlorene Gasse, 16. Jahrhundert Hintergasse, 1945 Podbielańska, 1947 plac Gen. Sikorskiego (teilweise), 1953 plac Maksyma Gorkiego, 1991 ul. Podbielańska |      | benannt nach den Angehörigen des Karmelitenordens |
| Ulica Podmłyńska                   | Kleine Mühlengasse           | 1495 Kleyne Molgasse |      | benannt nach Kleiner Mühle an der Radaune |
| Ulica Podwale Grodzkie             | Stadtgraben                  | seit 1899 |      | an der ehemaligen Stadtbefestigung, dort Hauptbahnhof                                                                                                  |
| Ulica Podwale Staromiejskie        | Altstädtischer Graben        | 1422 burggasse, 1617 am Graben, seit 18. Jahrhundert |      | an der ehemaligen Stadtmauer zur Rechtstadt, einige Mauerreste erhalten                                                                                |
| Ulica Podwale Staromiejskie        | Malergasse                   | 1459 Gemolte Gasse, 1945 Ulica Malarska |      | seit 2006 zur ul. Podwale Staromiejskie, ursprünglich benannt nach Malern                                                                              |
| Podwale Staromiejska               | Ochsengasse                  | 1495 Ochsengasse, 1945 ul. Oborniki, seit 2004 Podwale Staromiejska                                                                                             |      | |
| Ulica Profesorska                  | Professorgasse               | 1449 kleine gasse hynder unserer provener huser |      | historisch Weg von Katharinenstraße zur Pfarrei von St. Brigitten, benannt nach Novizen (Probenen, Professen, noch mit befrister Profess)              |
| [Ulica Przy Generalnej Komendzie]  | Am Generalkommando           | 1901 Am Generalkommando, 1945–1900 plac Armii Czerwonej [Platz der Roten Armee]                                                                                 |      | nach preußischem Generalkommando, jetzt Neues Rathaus, seit 1990 ohne Namen                                                                            |
| Ulica Rajska                       | Paradiesgasse                | seit 1495 |      | es gab 1495 ein Grundstück Paradies an der Ecke zur Baumgartschen Gasse                                                                                |
| Ulica Rajska                       | Kalkgasse                    | 1399, 1945 Ulica Wapienna |      | Straßenabschnitt zwischen ul. Gnilna und ul. Wałowa (Przybramna św. Jakuba)                                                                            |
| Ulica Rybaki Górne                 | Hohe Seigen                  | 1495 By dem nyen Fischmarkte, 1523 An dem Molgrafen [= Mühlgraben], 1570 Auf lub mang den Seigen, seit 18. Jahrhundert Hohe Seigen                              |      | benannt nach Fischern |
| Ulica Stolarska                    | Tischlergasse                | 1402 Neuer Damm diesseits der Radaune, seit 1565 Tischlergasse, seit 1553 auch polnisch stolarska bzw. tesarska                                                 |      | |
| [Ulica św. Bartłomieja]            | Sankt Bartholomäi-Kirchgasse | 1456 platea sancti Bartholomei, 1495 Compestgasse, 1899 St. Bartholomäi-Kirchengasse                                                                            |      | an St.-Bartholomäus-Kirche, heute ohne Namen, Straßenabschnitt von der ul. Bednarska und Wodopoju zur ul. Heweliusza                                   |
| Ulica św. Jakuba                   | St. Jakobsneugasse           | 1495 Nedergasse, dann Niedergasse, 1664 Neue St. Jakobsgasse |      | an St.-Jakobs-Kirche |
| Ulica św. Katarzyny                | St. Katharinenkirchsteig     | 1495 (am) Kagelzipfel, 1581 Kirchsteig |      | an der St.-Katharinen-Kirche, von ul. Igielnicka zur ul. Profesorska                                                                                   |
| Targ Drzewny                       | Holzmarkt                    | 1523 Unter den Weiden, 1515 holczmarkt |      | an der Grenze zur Rechtstadt, es gab ein Brandenburger Tor zum Kohlenmarkt                                                                             |
| Targ Kaszubski                     | Kassubischer Markt           | 1495 Schwarze Kreuze, 1694 Kassubischer Markt |      | in der ul. Gnilna zwischen ul. Rajska und ul. Korzenna                                                                                                 |
| [Targowa]                          |                              | nach 1920 Messehalle |      | seit 1998 kein Straßenname mehr |
| Ulica Wałowa                       | Wallgasse                    | seit 1850 Wallgasse, 1945 Wałowa I und Walówa II, seit 1953 |      | auf abgebrochenen Wällen der Stadtbefestigung, Straßenabschnitt bis ul. Łagiewników (Schüsseldamm), Walówa II erweitert auf die ul. św. Jakuba         |
| Ulica Wałowa                       | Am Jakobstor                 | 1898 Jakobstor, 1904 Am Jakobstor, 1945 Przybramna św. Jakuba                                                                                                   |      | nach ehemaligem Jakobstor, entlang der ehemaligen Wallbefestigung, Straßenabschnitt von ul. Łagiewników bis pl. Hanzeatyckiego (Wałów Piastowskich)    |
| Wały Jagiellońskie I               | Elisabethwall                | seit 1897 |      | nach Bastion Elisabeth, ehemals wichtige Geschäftsstraße (Straßenabschnitt von ul. Podwala Grodzkiego bis ul. Huciska), jetzt benannt nach Jagiellonen |
| Wały Piastowskie                   | Hansaplatz                   | 1904 Hansaplatz, 1946 ul. Gazowniana |      | nach Abbruch der Bastion Heiliger Leichnam, mit Oberrealgymnasium St. Peter und Paul (jetzt Nikolaus-Kopernikus-Gymnasium), benannt nach Piasten       |
| Ulica Wielkie Młyny                | An der Großen Mühle          | 1624–1796 Kirchsteig |      | Straßenabschnitt von ul. Młyńska bis ul. Podmłyńska |
| Ulica Wielkie Młyny                | An der Großen Mühle          | bis 1854 Alte Münze |      | Straßenabschnitt bei ul. Korzenna |
| Ulica Wielkie Młyny                | An der Großen Mühle          | Am Schild, 1817 An der Großen Mühle |      | an der Großen Mühle, seit 1854 Name für die ganze Straße                                                                                               |
| Ulica Wodopój                      | Pferdetränke                 | 1581 An der Pferdetränke |      | |
| Zaułek św. Bartłomieja             | St. Bartholomäi-Kirchhof     | |      | Friedhof der St.-Bartholomäus-Kirche |
| Ulica Zawrotna                     | Kehrwiedergasse              | 1776 kleine Kehrwiedergasse, 1945 Mała Zawrotna |      | |

### Zamczysko
Der Ortsteil Zamczysko befindet sich auf dem Gelände der ehemalige Ordensburg an der Mottlau und Radaune. Nach 1648 wurde das Gebiet neu bebaut. Es sind alle Straßen angegeben.
| Polnischer Name                                                           | Deutscher Name 1932  | Historische Erwähnungen                                                                           | Bild | Anmerkungen |
| ------------------------------------------------------------------------- | -------------------- | ------------------------------------------------------------------------------------------------- | ---- | --- |
| Ulica Czopowa                                                             | Zappengasse          | 1648 Steinstrasse, 1687 Zappengasse                                                               |      | nach Zacharias Zappio benannt, jetzige Bezeichnung nach Zapf(en) = czop |
| Ulica Drewniana                                                           | Krausebohnengasse    | 1648 Gässlein nach der Radaune, 1687 Steinstrasse, 1798 Große Bohnengasse, 1805 Krausebohnengasse |      | gehörte erst zur Steinstraße , dann benannt wahrscheinlich nach Holzbohlen als Straßenbelag; danach sprachliche Veränderungen, Straßenabschnitt zwischen ul. Rycerska und ul. Karpia besteht nicht mehr |
| Ulica Dylinki                                                             | Kleine Knüppelgasse  | 1648 Knüppelgasse, 1903 Kleine Knüppelgasse                                                       |      | Benennung nach Holzbohlen als Straßenbelag |
| Ulica Grodzka                                                             | Burgstrasse          | 1648 Neue Gasse                                                                                   |      | |
| Ulica Karpia                                                              | Karpfenseigen        | 1632 An der Radaune, 1840 Karpfenseigen                                                           |      | |
| Ulica Na Dylach                                                           | Knüppelgasse         | vor 1817                                                                                          |      | gehörte 1648 zur Rehmstrasse, benannt nach Holzbohlen als Straßenbelag |
| Plac Obrońców Poczty Polskiej (Platz der Verteidiger der polnischen Post) | Heveliusplatz        | 1659 Zuchthausplatz, seit 1894                                                                    |      | benannt nach Zuchthaus, dann nach Johannes Hevelius, jetzt nach Verteidigern der polnischen Post am 1. September 1939                                                                                   |
| Ulica Rycerska                                                            | Rittergasse          | 1648 Ritterstrasse                                                                                |      | nach Rittern des Ordenschlosses benannt |
| Ulica Sukiennicza                                                         | Rähmgasse            | 1648 Rehmstrasse, später Am Rähm, Im Rähm                                                         |      | ehemaliger Weg nordwestlich an der Burg innerhalb der Burgmauern, Benennung wahrscheinlich nach Rahmen der Tuchmacher zum Bleichen der Stoffe auf der unbebauten Straße vor 1648                        |
| Ulica Wapiennicka                                                         | Kalkort              | 1792 Kalkschutenort                                                                               |      | offenbar Anlegeort der Kalkschuten (Boote mit Kalk) |
| Ulica Wartka                                                              | Am Brausenden Wasser | um 1650 am brausenden Wasser                                                                      |      | benannt nach Mottlau und dem stark strömenden Zufluss der Radaune, mit einzigen erhaltenen Resten einer Bastion und von einer Außenmauer der Ordensburg                                                 |

### Osiek
Osiek (Hakelwerk) ist ein Gebiet zwischen der Altstadt und der ehemaligen  Burg. Es wurde nach 1308 mit den kaschubischen  Bewohnern der Vorburg besiedelt und blieb bis 1945 eine Gegend armer Leute.
| Polnischer Name    | Deutscher Name 1932    | Historische Erwähnungen                                                      | Bild | Anmerkungen |
| ------------------ | ---------------------- | ---------------------------------------------------------------------------- | ---- | --- |
| Ulica Browarna     | Hinter Adlers Brauhaus | seit 1608                                                                    |      | |
| Ulica Krosienka    | Kleiner Rammbau        | 17. Jahrhundert achtern Thun, dann hinterm Zaun, seit 1882                   |      | |
| Ulica Krosna       | Rammbau                | 1478 Rambauwen Kirchhoff, 1648 alte und neue Rahmbau                         |      | alter Damm von der Burg nach Norden, benannt möglicherweise nach Rahmen der Tuchmacher zum Bleichen der Stoffe auf der Straße vor deren Bebauung (vgl. Rähmgasse) |
| Ulica Kumoszki     | Plappergasse           | 1608 ohne Namen, 1619 Bäckergasse, 1650 Plappergasse                         |      | Herkunft des Namens unbekannt (sprachlich unkenntlich gewordener Begriff?)                                                                                        |
| Ulica Olejarna     | Öhlmühlengasse         | 1495 Tymmenitzengasse, 1608 Kehrwiedergasse, 1763 Öhlmühlengasse             |      | |
| Ulica Osiek        | Hakelwerk              | 1312 hakelwerk, 1608 hakelwerk, 1624 Vergessene Gasse                        |      | anfangs Begriff für die ganze Siedlung, um 1608 Straßenname, Benennung nach der Umgrenzung der Siedlung aus geflochtenem Buschwerk                                |
| Ulica Panieńska    | Jungferngasse          | 1489 Im Langen Kruge, 1624 Lawendelgasse und Rittergasse, 1663 Jungferngasse |      | benannt wahrscheinlich nach Brigittenkloster |
| Ulica Podzamcze    | Burggrafenstraße       | 1624 Rittergasse, 1763 Burggraben Strasse                                    |      | nach Burggraben, führte zur Burg, eine von zwei Straßen in der Innenstadt, sonst nur Gassen                                                                       |
| Ulica Refektarska  | Köksche Gasse          | 1523 Keltischer Ort, 1773                                                    |      | benannt nach Tewes Keth, der dort wohnte |
| Ulica Rybaki Dolne | Niedere Seigen         | 1570 Auf lub Mang den Seigen, seit 18. Jahrhundert                           |      | benannt nach Fischern an der Radaune |
| Ulica Rybaki Górne | Obere Seigen           |                                                                              |      | gehört auch zur Altstadt |
| Ulica Sieroca      | Am Spendhaus           | 1624 Vergessene Gasse                                                        |      | benannt nach Waisenhaus, das seit 1699 bestand |
| Ulica Sołecka      | Schulzengasse          | seit 1476                                                                    |      | benannt nach Schultheiß im nahegelegenen ehemaligen Polnischen Rathaus der Siedlung                                                                               |
| Ulica Stajenna     | Am Stein               | seit 1778                                                                    |      | |

## Rechtstadt
Die Rechtstadt (Główne Miasto) ist das historische Zentrum Danzigs. Hier befinden sich die meisten bedeutenden Orte und Sehenswürdigkeiten.
| Polnischer Name                        | Deutscher Name 1932      | Historische Erwähnungen | Bild | Anmerkungen |
| -------------------------------------- | ------------------------ | --- | ---- | --- |
| Ulica Wojciecha Bogusławskiego         | Reitbahn                 | 17. Jahrhundert hohes Tor am Wall, 1800 An der Reitbahn, 1945 Ulica Kredytowa, seit 1953                                                                                                  |      | ehemals mit Große Synagoge, seit 1953 benannt nach Theaterregisseur Wojciech Bogusławski, seit 2014 Shakespeare-Theater |
| Ulica Bosmańska                        | Bootsmannsgasse          | 1358 boczmannstrate, später Bosmannsgasse |      | |
| Ulica Chlebnicka                       | Brotbankengasse          | 1337 platea pistorum , 1382 platea panum |      | |
| Ulica Długa                            | Langgasse                | 1331 longa platea, 1552 długa ulica |      | Hauptstraße der Rechtstadt, früher zusammen mit Langem Markt, mit Rechtstädtischem Rathaus, rekonstruierten Patrizierhäusern und Langgasser Tor                                                                               |
| Długi Targ                             | Langer Markt             | 1379 forum [Markt], nach 1416 langer markt, Langemarkt, auch Długi Rynek |      | Verlängerung der Langgasse, mit Artushof und Grünem Tor |
| Długie Pobrzeże                        | Lange Brücke             | 1592 |      | ursprünglich Kaianlagen an der Mottlau, jetzt Straße |
| Ulica Dziana                           | Kleine Hosennähergasse   | 1382 novum raas, seit 1459 |      | |
| Ulica Garbary                          | Große Gerbergasse        | 1357 platea cerdonum, später Gerbergasse |      | |
| Ulica Grobla                           | Damm                     | 1351 agger |      | Straßenabschnitte I – IV seit etwa 1400 |
| Ulica Grząska                          | Altes Ross               | 1353 ras, 1382 antiquum raes |      | |
| Ulica Kaletnicza                       | Beutlergasse             | 1353 nova platea, 1415 platea bursatorum, 1552 polnisch ul. miechownicza |      | |
| Ulica Klesza                           | Pfaffengasse             | 1382 platea sacerdotum, seit 1416 |      | von benachbarter Kirche |
| Ulica Kołodziejska                     | Große Scharrmachergasse  | 1382 platea currificum, später Scharrmachergasse, 1552 stalmaska (polnisch), seit 1800 Große Stallmachergasse                                                                             |      | |
| Ulica Kotwiczników                     | Ankerschmiedegasse       | 1361 platea ancuficum |      | |
| Ulica Kozia                            | Ziegengasse              | 1382 platea caprarum, dann czegengasse |      | |
| Ulica Kramarska                        | Große Krämergasse        | 1350 Paternosterstrade, 1356 platea institutorum, 1378 cremergosse |      | |
| Ulica Krowia                           | Kuhgasse                 | 1415 putckergasse, 1633 Kuhgasse |      | zuerst von Putziger (?) |
| [Ulica Księża]                         | Priestergasse            | 1378 twergasse retro Gotscalcum Nasen [nach Bürgermeister Gottschalk Nase], 1415 platea sacerdotum, seit 19. Jahrhundert Priestergasse I                                                  |      | heute Grünfläche zwischen ul. Szeroka (Breite Gasse) und ul. Świętojańska (Johannesgasse), letztes Haus Nr. 5 wurde 1992 abgerissen                                                                                           |
| Ulica Kuśnierska                       | Kürschnergasse           | 1378 platea pellificum, 1416 Corssenergasse |      | |
| Ulica Latarniana                       | Laternengasse            | zuerst Hintergasse, 1633 an der Mauer, 1766 |      | 1766 Änderung des Straßenverlaufs |
| Ulica Lawendowa                        | Lawendelgasse            | 1357 twergasse ante monachos, 1763 Lawendelgasse |      | beim Dominikanerkloster, Bedeutung des Namens unsicher (für ehemaligen Klostergarten oder ironisch für stinkende Gasse?) |
| Ulica Lektykarska                      | Portechaisengasse        | 1349 platea bremensium, 1377 platea bedellina, später Büttelgasse, 1778 Portechaisengasse                                                                                                 |      | erste Namensgebung nach Bremer Bewohnern, danach wohl nach Tragstuhlmachern (?) |
| Ulica Ławnicza                         | Matzkausche Gasse        | seit 1415 |      | |
| Ulica Mariacka                         | Frauengasse              | 1353 platea dominae Mariae, später fruengasse, 1552 ul. niewiesczia (polnisch) |      | an der Marienkirche |
| Ulica Mieszczańska                     | Berholdsche Gasse        | 1357 twergasse, 1415 Birhalssche Gasse |      | |
| Ulica Minogi                           | Neunaugengasse           | 1378 twergasse ante sanctum Johannem, 1415 tendelmarkt, 1633 Neunaugengasse |      | 1415 zum Tendelmarkt (ul. Tandeta) |
| Ulica Mokra                            | Brocklosengasse          | 1415 broklosegasse |      | Bedeutung von Bruch, jetzt von mokry, Feuchtgebiet |
| Ulica Mydlarska                        | Seifengasse              | 1357 arta platea, 1415 seyphengasse, 1523 schomakergasse |      | Benennung nach Seifensieder und Schuhmacher |
| Ulica Ogarna                           | Hundegasse               | 1336 platea braseatorum, 1378 platea panum |      | |
| Ulica Okopowa                          | Karrenwall               | seit 1903, 1945 Okopowa I, seit 1953 |      | von Bastion Karren in der Stadtbefestigung, bis 17. Jahrhundert Karrentor bzw. Karrenmachertor |
| Ulica Pachołów                         | Büttelgasse              | zuerst quergasse |      | |
| Ulica Pańska                           | Junkergasse              | 1352 twergasse versus monachos, 1415 kageltympel, dann Kagelzippel, seitv1443 |      | zuerst Benennung nach Dominikanerkloster |
| Ulica Piwna                            | Jopengasse,              | 1337 und 1382 zur Brotbänkengasse, seit 1449 |      | benannt nach Bierbrauerei, Jopen = mittelniederdeutsch für Braukessel |
| Plac Dominikański                      | Dominikanerplatz         | seit 1840 |      | an der Stelle des vormaligen Dominikanerklosters, das 1813 abgerissen wurde |
| Plac Tadeusza Polaka                   | Stadthof                 | 1378 curia civitatis, 1945–2002 ohne Namen |      | ursprünglich Hof der Stadt, seit 2002 nach Tadeusz Polak benannt |
| Plac księdza Józefa Zator-Przytockiego | Pfarrhof                 | 1342 locus dotis lub |      | an der Marienkirche, Westteil, dort Pfarrhaus, 16. bis 18. Jahrhundert auch Sitz der Jesuiten, jetzt benannt nach Priester Józef Zator-Przytocki                                                                              |
| Ulica Pocztowa                         | Postgasse                | 1357 Quergasse zur Langgasse, 1415 Kevelergasse, 1522 Pluczengasse, später Plautzengasse, 1876 Postgasse                                                                                  |      | |
| Ulica Podgarbary                       | Kleine Gerbergasse       | 1343 Hintergasse, 1633 hinter der Gerbergasse an der Mauer, seit 18. Jahrhundert |      | |
| Ulica Podkołodziejska                  | Kleine Scharrmachergasse | 1633 hinter der Scharrmachergasse, seit etwa 1800 Kleine Scharrmachergasse |      | Seitengasse zwischen ul. Kołodziejską (Scharrmachergasse) und ul. Teatralna (Theatergasse), seitlich der Heilige-Geist-Gasse                                                                                                  |
| Ulica Podkramarska                     | Kleine Krämergasse       | 1357 twergasse ante dotem, 1378 parva platea institutorum |      | |
| Ulica Podmurze                         | Mauergang                | zuerst Hintergasse, seit 1805 Mauergang |      | |
| Ulica Pończoszników                    | Große Hosennähergasse    | 1357 circa Mutilaviam, 1378 iuxta Mutilavam circa valvam liburnorum, auch ad plateam panum, seit 1459                                                                                     |      | |
| Ulica Powroźnicza                      | Röpergasse               | 1357 platea funificum sive reperstrate, 1552 ul. powroznicza (polnisch) |      | |
| Ulica Przędzalnicza                    | Zwirngasse               | 1357 twergasse, 1415 Belgardsche gasse, 1465 twernegasse |      | |
| Ulica Różana                           | Rosengasse               | zuerst twergasse, 1415 arta platea scilicet rosengasse |      | |
| Ulica Rybackie Pobrzeże                | Fischbrücke              | 1540 Fischerbrücke |      | |
| Ulica Słodowników                      | Mälzergasse              | 1382 versus valvam, 15. Jahrhundert Poggenpolsches Tor, 1574 Fischertor, seit 1633 |      | |
| Ulica Słomiana                         | 1. Priestergasse         | 1461 Strohgasse, 17./18. Jahrhundert Kleine Lawendelgasse, seit 1839 1, Priestergasse |      | |
| [Ulica Służebna]                       | Dienergasse              | seit 1570 Dienergasse |      | seit 1945 zur ul. Za Murami (Hintergasse) |
| Ulica Straganiarska                    | Hökergasse               | 1357 platea campensium, 1382 platea campensium sive piscatorum, 1415 platea campensium sive piscatorum communiter Hökergasse, 1416 Große Fischergasse                                     |      | |
| Ulica Szeroka                          | Breite Gasse             | 1354 ampla platea, dann brede gasse 1552 ul. seroka (polnisch) |      | Geschäftsstraße |
| Ulica Szewska                          | Korkenmachergasse        | 1378 twergasse circa turrim, 1416 Trippenmachergasse, 1633 Korkenmachergasse |      | |
| Ulica Szklary                          | Scheibenrittergasse      | 1378 twerghasse ex opposito kleynsmedegasse, 1415 schivenrissergasse, um 1600 schiferittergasse, 1636 schiffredergasse, 1805 Scheibenrittergasse                                          |      | benannt nach Glasern |
| Ulica Szpitalna                        | Lazarettgang             | zuerst Gang nach dem Hospital zum Heiligen Geist, um 1800 |      | |
| Ulica Św. Ducha                        | Heilige-Geist-Gasse      | 1336 platea sancti spiritus, dann hiligegeistgasse, 1552 s. Ducha (polnisch) |      | nach Heilig-Geist-Hospital, das 1357 in die Tobiasgasse verlegt wurde, mit Wohnhäusern berühmter Persönlichkeiten (Schopenhauer, Chodowiecki), Königlicher Kapelle und ehemaliger Anglikanischer Kapelle                      |
| Ulica Świętojańska                     | Johannisgasse            | 1349 platea sancti Johannis |      | an der Johanneskirche und Marienkirche |
| Ulica Tandeta                          | Tagnetergasse            | 1378 platea apud sanctum Johannem, 1415 czwernegasse [Zwirngasse], 1415 tendelmarkt |      | nach Markt an der Johanniskirche |
| Targ Rybny                             | Fischmarkt               | 1342 erstmals genannt, 1752 Rybny Rynek (polnisch) |      | erhielt 1342 Privileg |
| Targ Węglowy                           | Kohlenmarkt              | 1342 anger umme sente Gertruden kirchhof, 1473 Dominiksplan, 1765 Kohlenmarkt, 1939–1945 Theaterplatz                                                                                     |      | anfangs am St.-Gertrauden-Hospital (1563 abgerissen), Kohlenmarkt vor der Stadt, seit 1473 auch Dominikanermarkt, später ein Teil als Erbsenmarkt nach Trödelmarkt, mit Zeughaus, Theater und Haus der St.-Georg-Bruderschaft |
| Ulica Teatralna                        | Theatergasse             | etwa seit 1850 |      | kleine Gasse zwischen Kohlenmarkt und Heilige-Geist-Gasse, am Theater |
| Ulica Tkacka                           | Große Wollwebergasse     | 1347 platea lanificum, später Wollwebergasse |      | |
| Ulica Tobiasza                         | Tobiasgasse              | 1353 twergasse circa forum piscium, 1357 platea piscatorum, 1368 neue Heilige Geistgasse, 1416 Kleine Fischergasse, 1456 platea sancti Tobie                                              |      | seit 1358 mit Heilig-Geist-Hospital (vorher in Heilige-Geist-Gasse) |
| Ulica Tokarska                         | Drehergasse              | 1357 platea circa Mutlavem (Straße g (Gasse an der Mottlau)), seit 1415 |      | Name möglicherweise nach Trägern (niederdeutsch drejer) |
| Ulica U Furty                          | Haustor                  | 1357 twergasse versus castrum [Quergasse an der Burg], 1377 versus valvam [gegenüber dem Tor], 1415 nach dem Haustor, später Am Haustor                                                   |      | |
| Wały Jagiellońskie                     | Dominikswall             | seit 1897 Dominikswall, 1945 Wały Jagiellońskie II, 1946 Dominikańska, seit 1953 |      | an der abgebrochenen Stadtbefestigung, benannt nach Dominiksmarkt, jetzt nach Jagiellonen |
| Ulica Warzywnicza                      | Petersiliengasse         | 1357 twergasse circa Mutlaviam [Quergasse an der Mottlau], 1415 Petercziliengasse, 1552 [ul.] Pietruszczana (polnisch)                                                                    |      | |
| Ulica Wełniarska                       | Kleine Wollwebergasse    | 1633 hinter der Wollwebergasse an der Mauer, 1805 Kleine Wollwebergasse |      | |
| Ulica Węglarska                        | Kohlengasse              | 1354 twergasse sancti spiritus versus monachos [Quergasse Heilig Geist gegenüber den Mönchen], 1415 colengasse                                                                            |      | |
| Ulica Za Murami                        | Hintergasse              | bis 16. Jahrhundert An der Mauer, 1552 [ul.] tilna (polnisch), 1945 Zamurna |      | ursprünglich Bezeichnung für längeren Weg an der Stadtmauer |
| Ulica Zbytki                           | Kettenhagergasse         | 1378 versus valvam keterhagin [am Kettenhager Tor] |      | |
| Ulica Złotników                        | Goldschmiedegasse        | 1357 clensmedegasse [Kleinschmiedegasse], seit 1523 |      | |
| Zaułek Zachariasza Zappio              | Johannis-Hintergasse     | 1378/1379 acies circa cimeterium s-ti johannis [gässchen am St.-Johannis-Kirchhof], später Johannis Kirchhof bzw. St. Johannes Kirchhoff, 1880 Johannis Hintergasse, 1945–1999 ohne Namen |      | an der Johanniskirche, seit 1999 nach Zacharias Zappio benannt |